# Andorra Lírica
Andorra Lírica és un cor nacional d’òpera d'Andorra creat el 2017. El projecte va estar encapçalat per la professora del cor Jonaina Salvador amb el suport del comú de Sant Julià de Lòria. L'objectiu era formar un cor estable.
El 2019 l'entitat va signar un conveni amb els comuns de Sant Julià i la Massana per permetre l'ampliació del nombre d'escenaris i d'espectacles. El 2021 es va aprovar ajudes al consell de ministres andorrà per impulsar la consolidació de la Temporada d'Òpera d'Andorra Lírica.